# Ohligs
Ohligs is een stadsdeel van Solingen in Noordrijn-Westfalen. Met 43.000 inwoners is het ook stadsdeel met de meeste inwoners. In 1929 werd de stad samen met de naburige steden Solingen, Höhscheid, Gräfrath en Wald verenigd tot de grootstad Solingen.